# Thomas Eakins
Thomas Cowperthwaite Eakins (Filadelfia, 25 de julio de 1844-Filadelfia, 25 de junio de 1916) fue un pintor estadounidense.

## Biografía
Thomas Eakins estudió en la Escuela de Bellas Artes de Jean-Léon Gérôme y de Léon Bonnat entre 1866 y 1868. Viajó después a España y luego regresó a los Estados Unidos donde comenzó una brillante carrera como pintor realista. Enamorado de la realidad óptica, se interesó por la fotografía. En 1882 fue nombrado profesor de la Academia de Bellas Artes de Pensilvania, una escuela de arte vanguardista donde enseñó fotografía. En 1886 perdió su puesto en dicha academia por haber revelado la desnudez de un modelo masculino a un público femenino en un curso de anatomía.
Su esposa, Susan Macdowell Eakins (1851-1938), fue también pintora.